# Ambesse Tolosa
Ambesse Tolosa (Shewa, 26 de agosto de 1977) é um atleta fundista etíope .
Em fevereiro de 2008 foi positivado em um teste antidroga. Em sua defesa alegou que a morfina utilizada não era uma droga de melhoria de desempenho. A International Association of Athletics Federations - IAAF. aplicou as regras sobre o assunto, afirmando que o consumo independentemente da intenção . O atleta tinha sido o vencedor da Maratona de Homolulu de 2007 .